# Triste safari
Triste safari (Sorry Safari) è un film del 1962 diretto da Gene Deitch. Il film è il centoventicinquesimo cortometraggio della serie Tom & Jerry e l'undicesimo dei tredici a essere stato prodotto nello studio Rembrandt Films situato a Praga, capitale della Cecoslovacchia (oggi Repubblica Ceca), ed è stato distribuito il 12 ottobre 1962.

## Trama
Clint Clobber arriva all'aeroporto di Nairobi, con Tom e Jerry nei suoi bagagli. Tom e Clint noleggiano un elefante, dopodiché iniziano il loro safari nella giungla. Mentre cavalcano l'elefante, Jerry varie volte li infastidisce e Clint dà ogni volta la colpa a Tom. Dopo una serie di disavventure, in cui Clint, contando fino a 10, gli diede una borraccia di caffè in testa a Tom, dopo essere stato attaccato ed aggredito da un leone inferocito, i quattro vengono attaccati da un rinoceronte. Tom mette Jerry nella proboscide, terrorizzando l'elefante, subito dopo il rinoceronte, con una cornata, proietta in aria Tom, Jerry e Clint, i quali poi atterrano sul rinoceronte stesso. Jerry e l'elefante portano quindi il rinoceronte, Clint e Tom, tutti e tre feriti, fuori dalla giungla.